# Isatou Ceesay
Isatou Ceesay (nacida en 1972) es una activista y empresaria social gambiana, conocida popularmente como la Reina del Reciclaje. Inició un movimiento de reciclaje llamado One Plastic Bag en Gambia. A través de este movimiento, enseñó a las mujeres de Gambia a reciclar los residuos de plástico para convertirlos en productos vendibles que les permitieran obtener ingresos.

## Primeros años y educación
Ceesay nació en 1972 en un pequeño pueblo, Njau, en Gambia, de una familia de refugiados de Malí. A una edad muy temprana, abandonó la escuela.Su padre falleció cuando Ceesay era adolescente, y su madre tuvo que trabajar duro para poder alimentar y pagar la educación de sus hijos.

## Carrera
Sensible a la protección del medioambiente desde su infancia, durante la cual escuchó a su madre quejarse de la disminución de las reservas de madera y de las cabras comiendo plástico, y con ganas de actuar, Ceesay descubrió la organización Peace Corps, gracias a la cual se formó al reciclaje.
En 1997, junto con otras cuatro mujeres, fundó el Centro de Reciclaje de N'Jau en su pueblo natal, en el norte de Gambia. Al principio, el objetivo de este proyecto era educar a los habitantes de la aldea sobre la importancia y los beneficios de recuperar los residuos en el reciclaje de plásticos, desalentando así el acto de ensuciar los alrededores con residuos plásticos. Con el paso de los años, el proyecto ha crecido y ahora empodera a las mujeres, proporcionándoles apoyo e ingresos
El proyecto ha sido reconocido recientemente como organización comunitaria oficial en Gambia, ahora denominada Grupo de Reciclaje y Generación de Ingresos Njau (NRIGG). En la actualidad, Ceesay trabaja con más de 11.000 personas y el NRIGG tiene su sede en cuatro comunidades distintas de Gambia

## Premios y reconocimiento
- 2012- Fue galardonada con el premio The International Alliance for Women Difference Maker en Washington D. C., Estados Unidos.[4][9][10]
- Su historia fue publicada en un libro escrito por Miranda Paul e ilustrado por Elizabeth Zunon.[11][6]